# Rob Daum
Robert „Rob“ Daum (* 19. Januar 1958 in Churchbridge, Saskatchewan) ist ein kanadischer Eishockeytrainer, der zuletzt bis November 2023 Cheftrainer des EC VSV aus der ICE Hockey League war. Zuvor war er unter anderem bereits Co-Trainer bei den Edmonton Oilers aus der National Hockey League (NHL) sowie Headcoach beim EHC Linz in Österreich und den Iserlohn Roosters aus der Deutschen Eishockey Liga (DEL).

## Karriere
Daum absolvierte ein Sportstudium an der University of Alberta mit Abschluss im Jahr 1983 und spielte in der Eishockeymannschaft der Universität. Schon während seiner Studienzeit war er ab der Saison 1981/82 als Trainer im Jugendbereich tätig. 1985 übernahm er den Cheftrainerposten bei den Saint Albert Saints (Alberta Junior Hockey League) und amtierte ab 1986 drei Jahre lang als Cheftrainer der Nipawin Hawks in der Saskatchewan Junior Hockey League.
Von 1989 bis 1995 war Daum in verschiedenen Funktionen (Cheftrainer, Assistenztrainer und Manager) für drei verschiedene Vereine in der Western Hockey League (WHL) tätig, nämlich für die Prince Albert Raiders, die Swift Current Broncos sowie die Lethbridge Hurricans. Zwischen 1995 und 2005 war er Cheftrainer der Eishockeymannschaft seiner Alma Mater, der University of Alberta. Er führte die „Bears“ drei Mal zum Meistertitel in der kanadischen Hochschulliga CIS und sechs Mal zum Meistertitel in der Canada-West-Conference. Er wurde zweimal als CIS- und fünfmal als Canada-West-Trainer des Jahres ausgezeichnet. Bei der Universiade 2003 in Tarvis führte er die kanadische Auswahl zur Bronzemedaille.
Von 2005 bis 2007 war er Cheftrainer der Houston Aeros, dem Farmteam des NHL-Klubs Minnesota Wild in der American Hockey League (AHL). In der Saison 2007/08 war er als Assistent Mitglied des Trainerstabes der Edmonton Oilers in der National Hockey League (NHL), arbeitete anschließend als Talentsichter für die Oilers und übernahm im Februar 2009 den Cheftrainerposten bei deren AHL-Farmteam, den Springfield Falcons, die er bis zum Ende der Saison 2009/10 anleitete.
Zur Saison 2011/12 wurde er vom österreichischen Erstligisten EHC Linz als Cheftrainer verpflichtet und führte den Verein zum Meistertitel 2012. Von 2013 bis 2016 erreichte Linz unter Daums Leitung viermal in Folge das Playoff-Halbfinale sowie 2016/17 das Viertelfinale der EBEL. Während seiner Zeit in Linz erhielt er den Spitznamen „Eishockeyprofessor“. Mit dem Ende der Saison 2016/17 wurde der Vertrag zwischen Daum und dem EHC Linz nach 237 Siegen aufgelöst. Daum war bei den Weltmeisterschaften 2012, 2013 und 2014 sowie bei den Olympischen Winterspielen 2014 als Assistent Mitglied des Trainerstabes der österreichischen Nationalmannschaft.
Am 12. Oktober 2017 übernahm er das Cheftraineramt bei den Iserlohn Roosters aus der Deutschen Eishockey Liga (DEL) und löste damit den entlassenen Jari Pasanen ab. Aufgrund „unbefriedigender sportlicher Entwicklung der Mannschaft“ wurde Daum am 21. November 2018 freigestellt. Anfang Februar 2020 wurde er vom EC VSV als Cheftrainer verpflichtet und hatte dieses Amt bis zum Abbruch der Saison inne. Im Dezember 2020 kehrte er nach der Entlassung seines Nachfolgers Dan Ceman zum VSV zurück. Drei Jahre später wurde er selbst vom VSV entlassen und durch seinen Co-Trainer Marcel Rodman ersetzt.

## Erfolge und Auszeichnungen
| - 2001 CIAU Trainer des Jahres - 2002 CIS West Trainer des Jahres - 2003 CIS West Trainer des Jahres - 2004 CIS Trainer des Jahres | - 2004 CIS West Trainer des Jahres - 2005 University-Cup-Gewinn mit der University of Alberta - 2012 Österreichischer Meister mit dem EHC Linz |